# St. Hermann Josef (Liester)
St. Hermann Josef ist eine römisch-katholische Filialkirche im Stolberger Stadtviertel Liester in der Städteregion Aachen in Nordrhein-Westfalen.
Die Kirche ist dem hl. Hermann Joseph von Steinfeld geweiht und eine Filialkirche der zum 1. Januar 2010 gegründeten Großpfarre St. Lucia Stolberg.

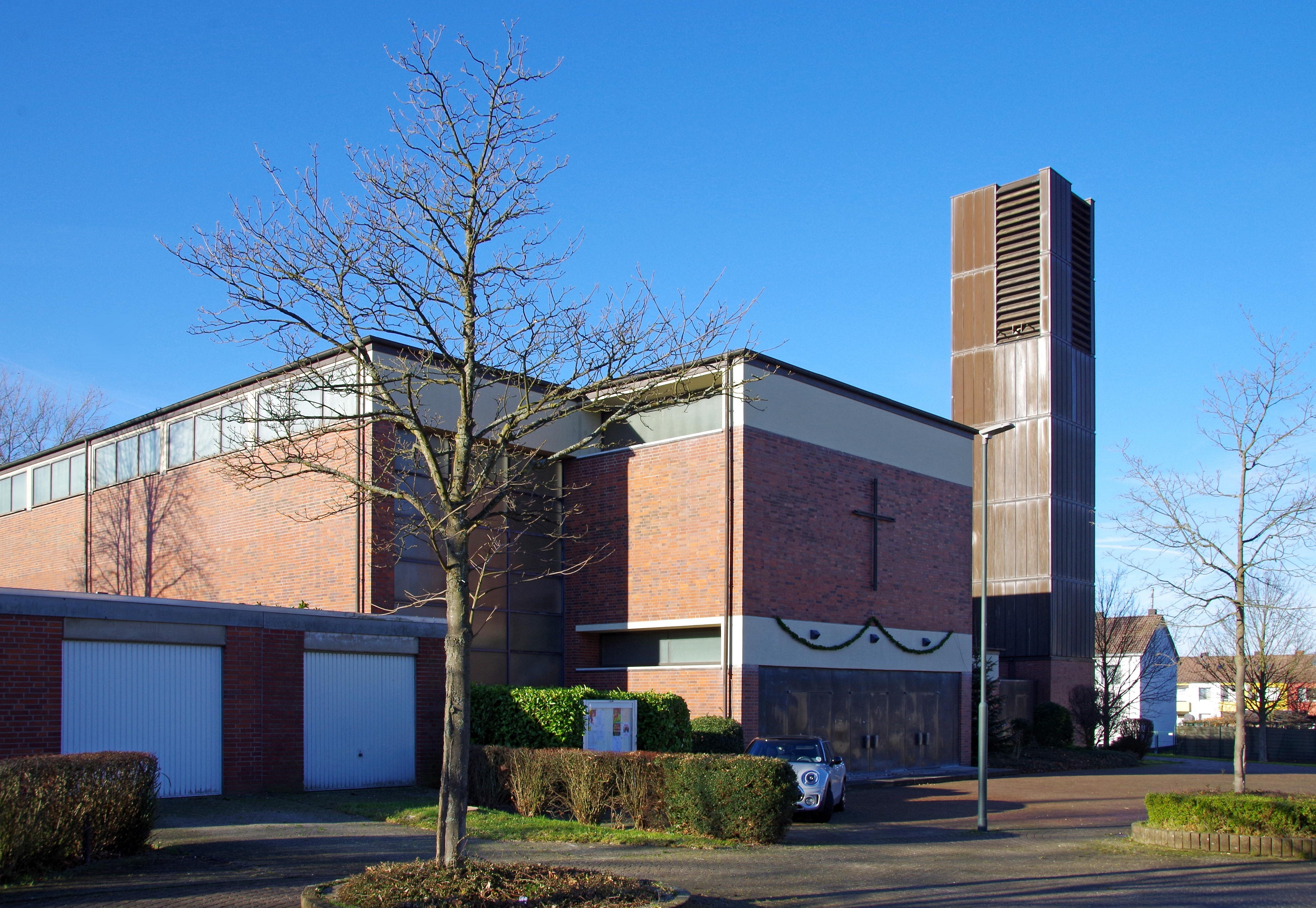
St. Hermann Josef (Liester), Nordseite, Geschwister Scholl-Platz

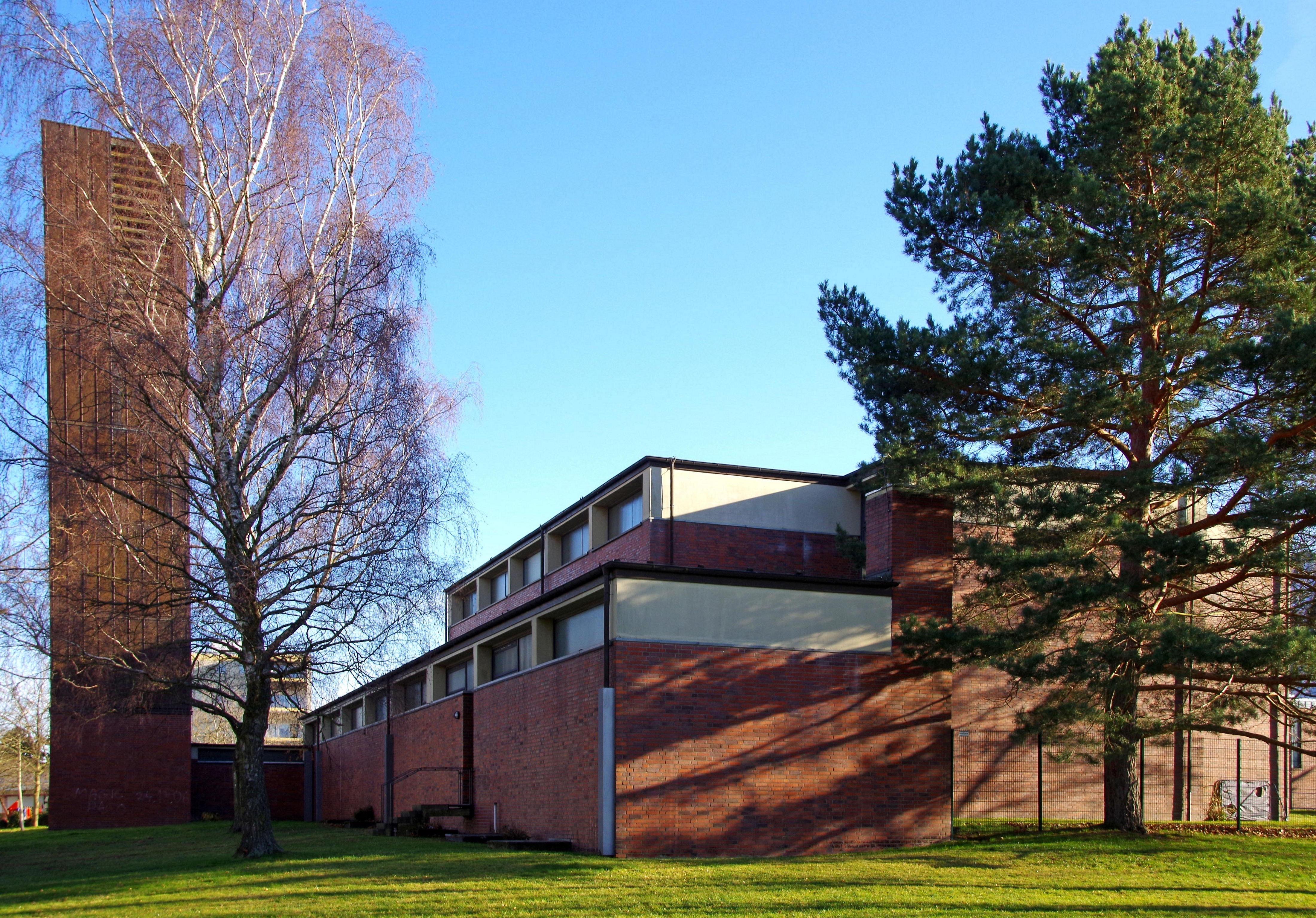
St. Hermann Josef (Liester), Westseite

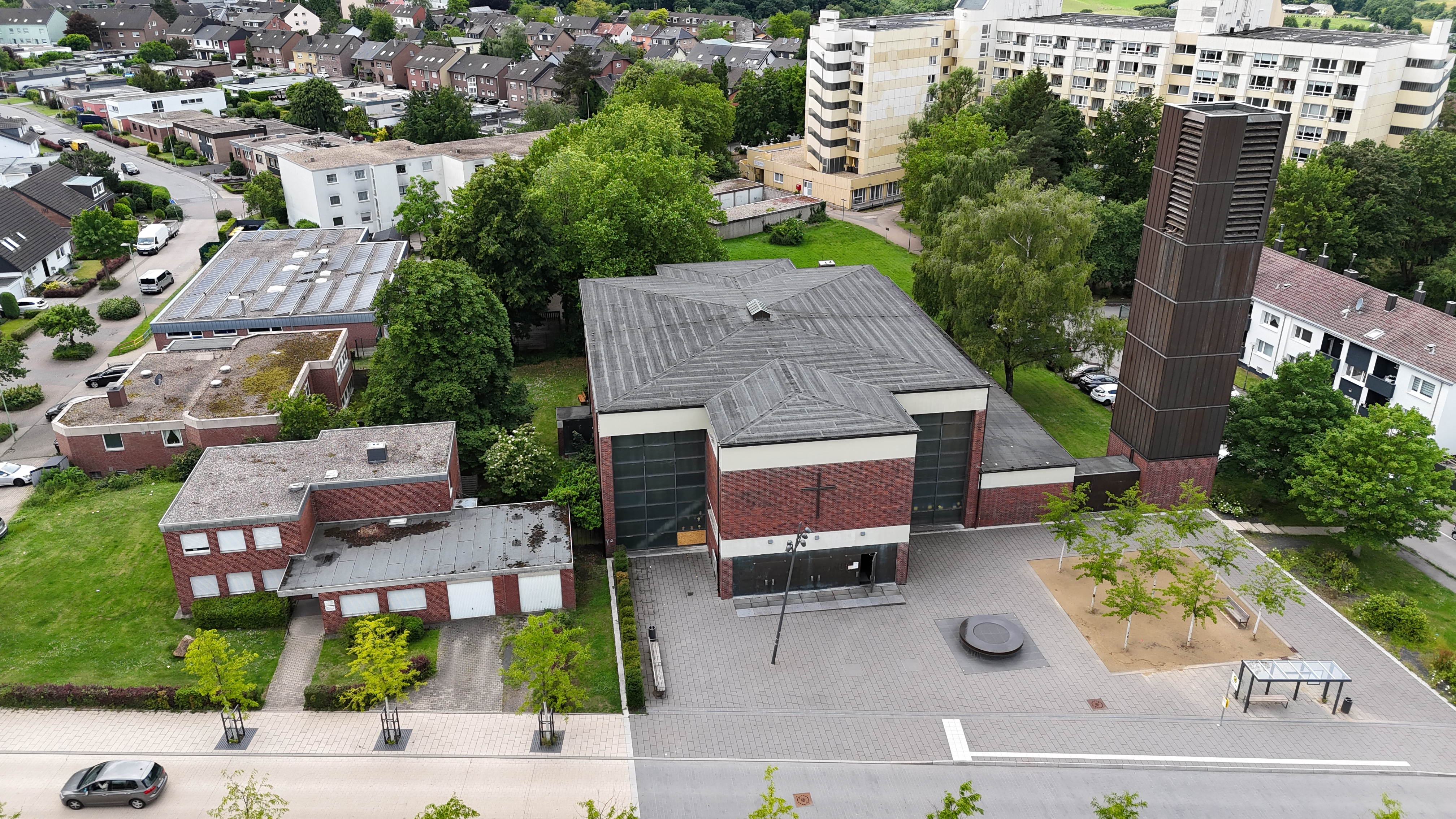
St. Hermann Josef (Liester), Luftaufnahme

## Lage
Das Kirchengebäude liegt im Zentrum der Siedlung Liester an der Ardennenstraße, gegenüber dem Geschwister-Scholl-Platz.

## Geschichte
Die Wohnsiedlung Liester entstand erst in den 1950er und 1960er Jahren. Bereits Anfang der 1960er Jahre waren so viele Menschen nach Liester gezogen, dass der zuständige Pfarrer der Pfarre Münsterbusch Karl Scheidt den Bau einer eigenen Kirche und die Einrichtung eines eigenen Seelsorgebezirkes anregte. Zur Gründung eines Kirchbauvereins kam es am 1. Oktober 1964 und zum 1. Juni 1965 wurde Liester aus Teilen der Pfarren Münsterbusch, Büsbach und St. Lucia Stolberg zur Vikarie erhoben.
Seit 1965 diente zunächst die Aula der Schule als Gottesdienstraum, bereits ein Jahr später konnte mit dem Bau der nach Plänen des Architekten Heinz Kaldenbach entstandenen Kirche begonnen werden. Der Grundstein wurde in einer feierlichen Zeremonie am 8. Mai 1966 gelegt und im darauffolgenden Jahr am 19. Dezember 1967 fand die feierliche Kirchweihe und Konsekration statt. Die Pläne zum Bau der neuen Kirche entwarf der Eschweiler Architekt Heinz Kaldenbach.
Die Errichtung der Pfarrvikarie erfolgte am 15. Januar 1968, eigenständige Pfarrei wurde Liester schließlich am 15. Dezember 1990. Nach knapp 20 Jahren der Eigenständigkeit wurde die Pfarre zum 1. Januar 2010 im Zuge der Umstrukturierungsmaßnahmen des Bistums Aachen aufgelöst und mit den ebenfalls aufgelösten Pfarren St. Sebastian Atsch, St. Franziskus Stolberg, St. Lucia Stolberg, Herz Jesu Münsterbusch, St. Josef Donnerberg und St. Mariä Himmelfahrt Stolberg-Mühle zur neuen Großpfarre St. Lucia Stolberg fusioniert.
Neue Nutzungspläne werden seit 2021 diskutiert.

## Baubeschreibung
St. Hermann Josef ist eine einfache Saalkirche in Formen der Moderne auf quadratischem Grundriss mit leicht vorgezogenem Chor im Südwesten. Auf der gegenüberliegenden Seite befindet sich eine Eingangshalle. An der Nordseite befindet sich der 26 Meter hohe freistehende Glockenturm.

## Ausstattung
Der Innenraum wird von einer modernen Ausstattung aus der Erbauungszeit der Kirche geprägt. Der Stolberger Künstler Ludwig Mohnen schuf das Altarkreuz aus Bronze mit eingearbeiteten Bergkristallen sowie das Tabernakel. Eine Figur aus Blaustein des Kirchenpatrons Hermann Josef sowie den Altar fertigte Bildhauer Hermann Pier aus Mulartshütte an.

## Pfarrer
Folgende Priester wirkten bis zur Auflösung der Pfarre 2010 an St. Hermann Josef Pfarrer, bis zur Pfarrerhebung 1990 trugen die Priester den Titel Pfarrvikar:
| von – bis | Name                                |
| --------- | ----------------------------------- |
| 1965–1992 | Wilhelm Buscher (seit 1990 Pfarrer) |
| 1993–2010 | Ferdinand Bruckes                   |